# 달러

미국 달러를 쓰는 나라
통화 단위로 달러를 쓰는 나라
통화 단위로 달러를 썼던 나라

달러(영어: dollar)는 많은 나라에서 쓰이는 통화의 이름이다. 대개 $로 쓴다. 달러란 이름의 어원은 보헤미아 지방의 야히모프 은광의 독일식 이름인 요아힘스탈(Joachimsthal)에서 나온 은화인 탈러(thaler)에서 나왔다. 캐나다·홍콩·싱가포르·라이베리아 등 여러 나라에서 달러라는 이름의 화폐를 쓰나, 흔히 달러를 주 통화로 사용하지 않는 곳에서 달러라고 하면 미국 달러를 말한다. 한국에서는 '불'이라고도 부르는데, 이건 한자 弗(아닐 불, 말 불)이 $와 비슷하게 생겼기 때문이다.
1792년 당시 1달러의 금평가는 1.584g이었으며, 1834년의 1.4848g에서 100년 후인 1934년에는 1달러가 0.877g으로 평가절하되었고, 이것은 더욱더 심해지고 있는 중이다.

## 유래
1518년 보헤미아의 요아힘스탈이라는 고장에서 히에로니무스 슐리크 백작의 지시로 은화가 만들어졌는데, 그 은화의 이름이 요아힘스탈러(Joachimsthaler)였고 이를 줄여서 '탈러(thaler)'로 부르기 시작했다. 이 은화는 크기와 품위가 좋아 널리 쓰였고, 높은 품질로 알려진 은화를 가리키는 말로 '탈러'가 쓰이기 시작해 널리 퍼지게 됐다.

## 개요
국가의 지정이 없는 경우는 미국 달러(US 달러)를 가리키는 경우가 많다. 다른 나라의 달러임을 명확하게 표시하려면 오스트레일리아 달러, 홍콩 달러처럼 국가나 지명을 낸다.
일본에서는 에도 시대 말기에 네덜란드에서 '달러'(Dollar)라는 표현이 전해져, 네덜란드어 발음을 일본어식으로 '도루라루'라고 읽고 있었다. 이 도루라루가 메이지 시대에 들어서면서 '도루(ドル)'로 생략된 것이 현재의 용어이다.

## 사용국

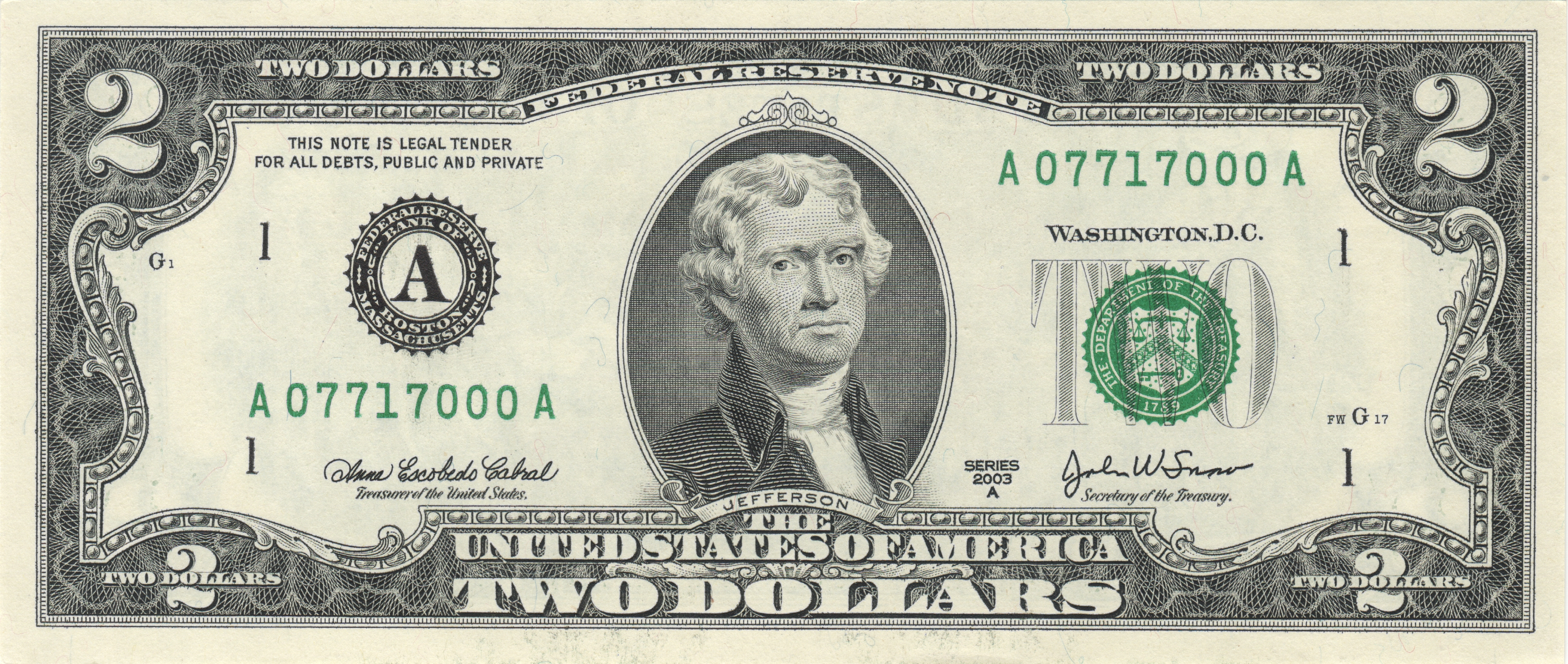
미국 2달러 지폐. 드물게 유통되고 있으나 여전히 법정 통화이다. '행운의 달러'로 불리기도 한다.

- 가이아나 달러
- 나미비아 달러
- 뉴질랜드 달러
- 동카리브 달러
- 라이베리아 달러
- 미국 달러
- 바베이도스 달러
- 바하마 달러
- 버뮤다 달러
- 벨리즈 달러
- 솔로몬 제도 달러
- 수리남 달러
- 신 대만 달러
- 싱가포르 달러(브루나이 달러)
- 오스트레일리아 달러
- 자메이카 달러
- 짐바브웨 달러
- 캐나다 달러
- 쿡 제도 달러
- 투발루 달러
- 트리니다드토바고 달러
- 피지 달러
- 홍콩 달러

## 같이 보기
- 탈러
- $1, $2, $3
- 페트로달러(en:Petrodollar, 오일달러)
- 페트로달러 전쟁(영어판)